# Elmo Nüganen
Elmo Nüganen   (Jõhvi, 15 de febrer de 1962) és un director de teatre, director de cinema i actor estonià. Ha estat el director artístic del Teatre de la ciutat de Tallinn des de 1992.
Es va graduar a l’Acadèmia de Música i Teatre d'Estònia el 1988 i després va ser professor a l'acadèmia de 1998-2002 i 2008-2012. Va dirigir les pel·lícules bèl·liques Names in Marble a partir de 2002 i 1944 a partir de 2015. Names in Marble va ser vist per més de 168.000 persones a Estònia i va ser seleccionat per al Taormina Film Fest de 2003, mentre que el 1944 va tenir el nombre d'audiència més alt de la setmana d'obertura de la història del cinema estonià i es va convertir en la presentació del país per als Premis de l'Acadèmia.
Nüganen ha rebut diversos premis pel seu treball al teatre, inclòs el Premi Anual de Teatre d'Estònia al Millor Director el 1992, 1995, 2000, 2007 i 2010, i el Premi Nacional Cultural d'Estònia el 1996, 1999 i 2009.

## Vida personal
Nüganen és d'ascendència finlandesa ingria. Està casat amb l'actriu Anne Reemann. Tenen tres filles, Saara, Maria-Netti i Sonja.

## Filmografia
| Any  | Títol (estonià)                | Títol (traducció al català)             |  |
| ---- | ------------------------------ | --------------------------------------- |  |
| 2002 | Nimed marmortahvlil            | Noms en marbre                          |  |
| 2006 | Meeletu                        | Insensat                                |  |
| 2015 | 1944                           | 1944                                    |  |
| 2022 | Apteeker Melcior               | Melcior l'apotecari                     |  |
| 2022 | Apteeker Melcior. Viirastus    | Melcior l'apotecari: el fantasma        |  |
| 2022 | Apteeker Melcior. Timuka tütar | Melcior l'apotecari: la filla del botxí |  |

| Any  | Títol (estonià)                            | Títol (traducció al català)                           | Paper                    |  |
| ---- | ------------------------------------------ | ----------------------------------------------------- | ------------------------ |  |
| 1990 | Ainus pühapäev                             | L'únic diumenge                                       | Aleks                    |  |
| 1990 | Ainult hulludele ehk halastajaõde          | 'Només per als bojos o la germana de la misericòrdia" | Rhine Militia            |  |
| 1992 | Mälestus sinistes kildudes. Bernard Kangro | Una memòria en fragments blaus. Bernard Kangro        | Joonatan                 |  |
| 1993 | Suflöör                                    | El Prompter                                           | Robert                   |  |
| 1993 | Marraskuun harmaa valo                     | La llum grisa de novembre                             |                          |  |
| 1994 | Armastus kolme apelsini vastu              | Amor per tres taronges                                |                          |  |
| 1997 | Kapsapea 2 ehk Tagasi Euroopasse           | Cap de col 2, o de tornada a Europa                   | Veu                      |  |
| 2002 | Nimed marmortahvlil                        | Noms al marbre                                        | Comandant del tren armat |  |
| 2012 | Seenelkäik                                 | Mushrooming’‘                                         | Vendedor de la benzinera |  |
| 2012 | Puhastus                                   | Purga                                                 | Pare                     |  |
| 2012 | Deemonid                                   | Dimonis                                               | Estranger                |  |
| 2013 | Mandariinid                                | Tangerines                                            | Margus                   |  |
| 2017 | Lotte lood                                 | Històries de Lotte                                    | Avi de Lotte             |  |
| 2018 | Portugal                                   |                                                       | El cap                   |  |
| 2020 | O2’                                        |                                                       | Major Kurg               |  |